# Semiopyla
Genre
Semiopyla est un genre d'araignées aranéomorphes de la famille des Salticidae.

## Distribution
Les espèces de ce genre se rencontrent en Amérique latine.

## Liste des espèces
Selon World Spider Catalog (version 18.0, 16/05/2017) :
- Semiopyla cataphracta Simon, 1901
- Semiopyla triarmata Galiano, 1985
- Semiopyla viperina Galiano, 1985

## Publication originale
- Simon, 1901 : Histoire naturelle des araignées. Paris, vol. 2, p. 381-668 (intégral).